# Selçuk Eker
Selçuk Eker (ur. 18 grudnia 1991 roku w Kocaeli) – turecki bokser, uczestnik igrzysk olimpijskich w Londynie (2012) oraz Rio de Janeiro (2016).

## Życiorys

### Mistrzostwa
Należy do wielosekcyjnego Kocaeli Büyükşehir Belediyesi Kağıt Spor Kulübü.
Zakwalifikował się do udziału w Letnich Igrzyskach Olimpijskich 2012 po zdobyciu srebrnego medalu na Turnieju Kwalifikacyjnym w Trabzonie.

### Igrzyska olimpijskie
W Londynie, w wadze muszej, przegrał w 1/32 finału z Tajlandczykiem Chatchai Butdee.
W czasie igrzysk w 2016 roku wziął udział w rywalizacji w wadze muszej. Już w pierwszej rundzie przegrał z Chińczykiem Hu Jianguan 1:2 i odpadł z dalszej rywalizacji. 